# نورتن ألين
نورتن ألين (بالإنجليزية: Norton Allen)‏ هو عالم آثار وفنان أمريكي، ولد في 1909، وتوفي في 1997.